# Tōgō Masamichi
Tōgō Masamichi est un nom japonais traditionnel ; le nom de famille (ou le nom d'école), Tōgō, précède donc le prénom (ou le nom d'artiste).
Le baron Tōgō Masamichi (東郷正路) (19 avril 1852 - 4 janvier 1906) est un amiral  de la marine impériale japonaise.

## Biographie
Né dans une famille samouraï du domaine de Fukui, Tōgō est envoyé par le domaine étudier à l'ancêtre de l'académie navale impériale du Japon alors située à Osaka mais n'est pas diplômé. Il entre ensuite dans la 4e promotion de la nouvelle académie navale de Tsukiji puis est nommé dans la marine impériale.
Il sert d'abord sur la corvette Tsukuba, la canonnière Kenko, et les cuirassés Ryūjō (en) et Fusō (en). Il est promu lieutenant en 1885 et capitaine de corvette en 1890. Il sert ensuite dans l'État-major de la flotte d'entraînement puis est commandant en second du croiseur Yaeyama (en), du Kongō (en), et du croiseur Chiyoda avant de recevoir son premier commandement sur le navire-école Manju en 1893.
Durant la première guerre sino-japonaise, Tōgō est capitaine de la canonnière Chōkai (en). Il commande plus tard le Saikyō Maru (en), et les corvettes Amagi (en) et Musashi (en). Après un passage à l'école navale impériale du Japon, il commande les croiseurs Yaeyama et Saien.
En 1897, Tōgō est nommé chef d'État-major du district naval de Kure, et en 1899, supervise l'achèvement de la construction du croiseur blindé Yakumo au chantier naval AG Vulcan Stettin en Allemagne et son voyage jusqu'au Japon. En 1902, il est promu contre-amiral et sert comme commandant de l'académie navale impériale.
Immédiatement après le début de la guerre russo-japonaise, Tōgō est nommé commandant de la 6e division de bataille de la 3e Flotte qui consiste en quatre croiseurs et d'un navire amiral, le Suma (en). Il combat à la bataille de la mer Jaune et à la bataille de Tsushima. En novembre 1905, après la guerre, il est promu vice-amiral et commandant de la 4e flotte. Cependant, il meurt seulement deux mois plus tard. Il reçoit le titre de baron (danshaku) selon le système de noblesse kazoku à titre posthume. Sa tombe se trouve au cimetière d'Aoyama de Tokyo.